# Николаевка (Гусевский сельсовет)
Николаевка (баш. Николаевка) — упразднённая деревня в Бакалинском районе Башкортостана в составе Гусевского сельсовета, на территории современного Старокуручевского сельсовета. 

## Географическое положение
Расстояние до:
- районного центра (Бакалы): 36 км,
- центра сельсовета (Старогусево): 5 км
- ближайшей ж/д станции (Туймазы): 111 км.

## История
Упразднён в 2006 году Законом Республики Башкортостан от 21.06.2006 № 329-з «О внесении изменений в административно-территориальное устройство Республики Башкортостан в связи с образованием, объединением, упразднением и изменением статуса населенных пунктов, переносом административных центров»

9. Упразднить:

5) деревню Николаевка Гусевского сельсовета Бакалинского района
.
С 2008 года, после упразднения  Гусевского сельсовета, находится на территории Старокуручевского сельсовета (Закон Республики Башкортостан от 19.11.2008 N 49-з «Об изменениях в административно-территориальном устройстве Республики Башкортостан в связи с объединением отдельных сельсоветов и передачей населённых пунктов», ст.1, п.6) е)).

## Население
К 1972 году преобладающая национальность — русские.